# 大長谷村
大長谷村（おおながたにむら）は、かつて富山県婦負郡にあった村。

## 概要
神通川水系井田川の上流大長谷川沿いの盆地にある集落で、東側に白木峰、西側に金剛堂山が聳えている。最盛期は人口1700人を数えていたが、現在では60人程度である。
近世以来二ツ屋街道という越中と飛騨を結ぶ道の通過点となっており、1663年(寛文3年)には富山藩によって切詰関所が設けられた。現在では旧二ツ屋街道と大凡同じルートで国道471号・国道472号が縦断している。

## 地質
大半が飛騨帯で晶質石灰岩や片麻岩がよく見られる。八尾町内名では土状黒鉛を産出した。

## 沿革
- 1889年（明治22年）4月1日 - 町村制の施行により、婦負郡花房村、清水村、薄尾村、栗須村、栃折村、上中山村、専沢村、横平村、二ツ屋村、越後谷村、上牧村、安沢谷村、下島地村、中島地村、島地村、内名村、水無村、西ケ原村、高野村、田頭村、南新屋村、東原村、今庵谷村、滝谷村、杉ケ平村、切詰村及び夏前村の区域をもって、婦負郡大長谷村が発足する。
- 1957年（昭和32年）11月1日 - 婦負郡八尾町、大長谷村、仁歩村及び野積村が合併して、婦負郡八尾町が発足する。